# CP série 1300
La CP série 1300 est une locomotive diesel portugaise.